# Tipula kykladon
Tipula kykladon är en tvåvingeart som beskrevs av Günther Theischinger 1987. Tipula kykladon ingår i släktet Tipula och familjen storharkrankar. Inga underarter finns listade i Catalogue of Life.